# Polícias das Forças Armadas do Brasil
As polícias das Forças Armadas do Brasil compreendem a Polícia do Exército, Polícia da Aeronáutica e subunidades de polícia do Corpo de Fuzileiros Navais, todas as quais são polícias militares no sentido internacional do termo, isto é, forças de policiamento interno das corporações, com atuação de polícia administrativa e polícia judiciária em prol da Justiça Militar. Elas são órgãos federais e não devem ser confundidas com as Polícias Militares estaduais, encarregadas da preservação da ordem pública. As polícias podem ser identificadas pelas braçadeiras com as letras “PE”, no Exército, “PA”, na Força Aérea, e “SP”, na Marinha.
Essas corporações tiveram origem na década de 1940. A primeira, a PE, surgiu como a Polícia Militar da Força Expedicionária Brasileira, nos moldes da Military Police do Exército dos Estados Unidos, e estabeleceu-se após a Segunda Guerra Mundial com seu nome atual. Como tropa da arma de Infantaria, ela é atualmente organizada em pelotões dentro das brigadas, companhias dentro das divisões e batalhões dentro dos comandos de área. A PA, organizada em esquadrilhas dentro dos Grupos de Segurança e Defesa das bases aéreas, é tropa da Infantaria da Aeronáutica. Os “SP” (Serviço de Polícia) da Marinha compreendem o Batalhão de Polícia de Fuzileiros Navais, Companhia de Polícia da Divisão Litorânea e companhias ou pelotões de polícia nos Batalhões de Operações Ribeirinhas e de Operações Litorâneas.
Essas polícias são primeiramente um instrumento da autoridade dos comandantes militares sobre os subordinados, fazendo valer as leis militares e a disciplina. Elas realizam perícia criminal (na PE e PA), vigiam as instalações militares, regulam o trânsito, custodiam prisioneiros, empregam cães policiais e escoltam autoridades, contando com seus próprios batedores motociclistas. Num conflito, as missões incluem a condução de prisioneiros de guerra, a segurança da retaguarda e o controle do fluxo de veículos até a linha de frente. O combate é possível, mas não é a função principal.
Missões equivalentes são realizadas em situações de não guerra. Dentre as tropas das Forças Armadas, as polícias são especialmente aptas às operações de garantia da lei e da ordem (GLO), realizadas na população civil, num “terreno humanizado”. Para tanto, elas contam com armamento não letal e equipamento de controle de distúrbios. A polícia dos fuzileiros navais teve destaque na Revolta dos Marinheiros de 1964. Na ditadura militar, as polícias foram integradas ao sistema de repressão política, e a Nova República as emprega nas forças de manutenção da paz das Nações Unidas e na GLO. A crescente demanda pela GLO levou à expansão da PE na década de 2000.

## Relação com as Polícias Militares

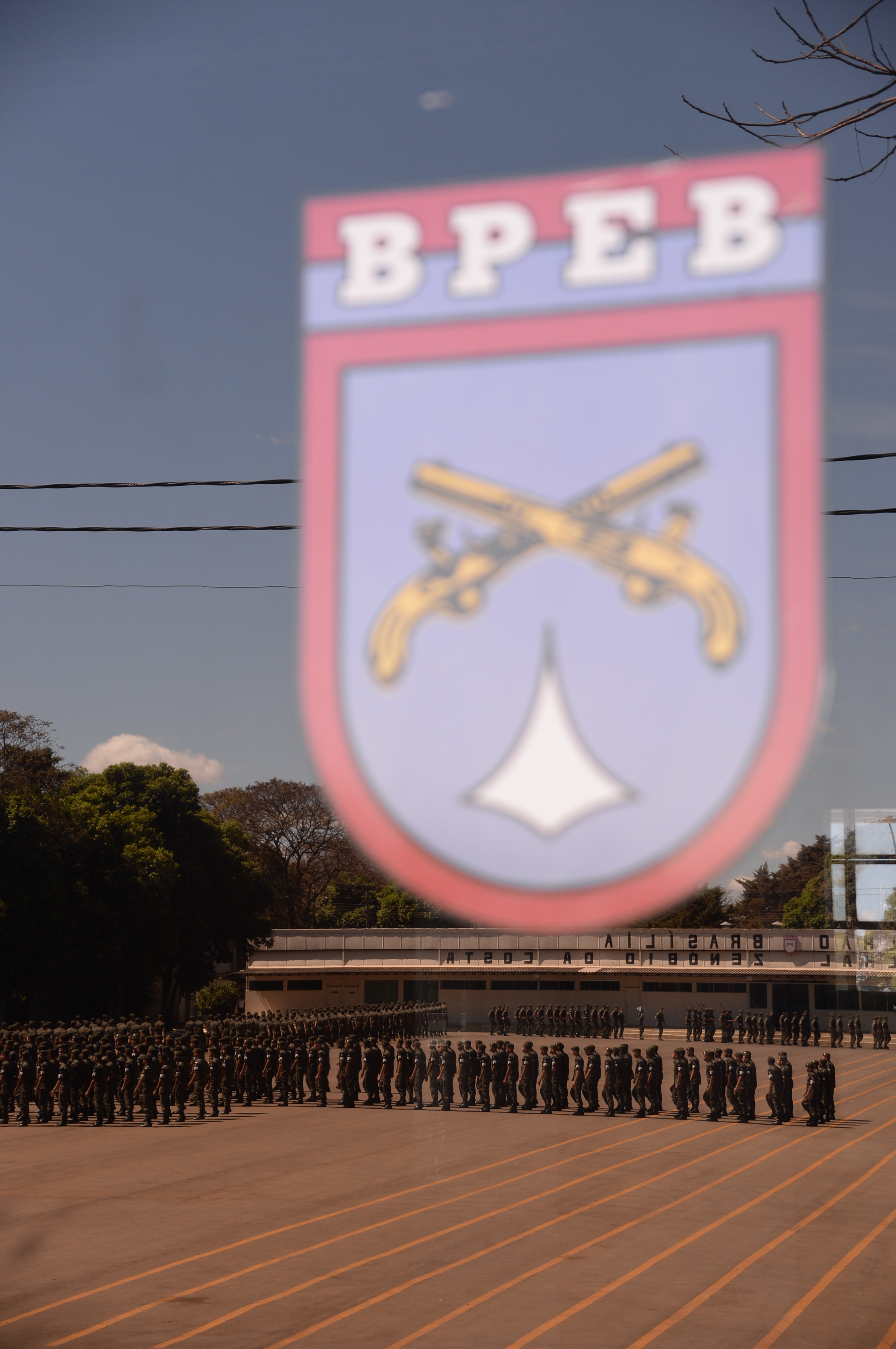
Pistolas cruzadas, símbolo da PE e PM

As diversas organizações de polícia do Exército, Força Aérea e Marinha são instituições de âmbito federal e natureza militar, criadas por atos administrativos dos comandantes de suas respectivas instituições. Também referidas coletivamente como “Polícia das Forças Armadas”, são o que se convenciona internacionalmente como polícia militar — corporações que exercem o poder de polícia internamente às Forças Armadas, em prol do sistema judiciário militar. Assim, a PE seria a “polícia militar” do Exército Brasileiro, a PA, a “polícia militar” da Força Aérea Brasileira e assim por diante; elas poderiam também ser chamadas de “polícia dos militares”.
Essa nomenclatura não é aplicada no Brasil, onde a Polícia Militar é a polícia ostensiva das unidades federativas, subordinada aos governos estaduais e encarregada da preservação da ordem pública, atuando entre a população civil. Uma “polícia militar”, como termo genérico, limita sua atuação às instalações e membros das forças armadas. As polícias das Forças Armadas do Brasil não atuam exclusivamente entre os militares, pois as Forças Armadas como um todo podem ser empregadas na segurança pública, mas somente em condições específicas.
O nome da Polícia do Exército foi escolhido justamente para evitar a confusão com as Polícias Militares estaduais. A PE surgiu na Segunda Guerra Mundial nos moldes da Military Police do Exército dos Estados Unidos, e era originalmente chamada de “Polícia Militar”, adotando o nome atual após a guerra. Da mesma forma, a PA era originalmente chamada Polícia Militar. Dos americanos, a PE herdou o símbolo das pistolas bucaneiras cruzadas, que foi também adotado pelas Polícias Militares. A braçadeira com as letras “MP”, vestida pelos policiais militares americanos, tornou-se “PE” na Polícia do Exército. O uniforme da Polícia da Aeronáutica usa uma braçadeira com as letras “PA”, e a Marinha usa “SP” (“Serviço de Polícia”, originalmente “Sapadores Pontoneiros”). Uma fonte anglófona interpreta a sigla como "Shore Patrol", termo usado nas marinhas americana e britânica para militares empregados na segurança em terra.

## Funções
Todas as polícias das Forças Armadas são encarregadas de assegurar o respeito às leis, ordens e regulamentos militares; uma fonte chega a considerar que suas atribuições, em suas respectivas forças, são iguais. Outra estuda as diferenças entre as polícias no Exército e Marinha, mas nota que suas missões são as mesmas, à exceção da perícia criminal, que a Marinha realiza através dos Distritos Navais. Essas atribuições, conforme a doutrina do Exército, são tanto as de uma polícia administrativa (prevenção de delitos) quanto as de uma polícia judiciária (auxílio à Justiça Militar da União na apuração de delitos). A PE e PA trabalham inclusive na perícia criminal. O jurista Célio Lobão usa a PE e PA como exemplos da Polícia Administrativa Militar, que “previne e reprime o crime militar, no âmbito das respectivas corporações, e excepcionalmente, fora delas”.
Uma polícia militar tem funções correcionais de disciplina interna e manutenção da ordem. No Exército, a PE é definida como a polícia interna do comando do qual faz parte. Conforme a Escola de Especialistas de Aeronáutica, a “Polícia da Aeronáutica é o principal órgão através do qual o Comandante obriga seus subordinados ao cumprimento da lei militar”; a “autoridade do P.A. deriva da que é própria do Comando”. O “P.A. está investido da autoridade de controlar a conduta dos outros soldados” e “exerce sua autoridade sobre todo o pessoal das Forças Armadas, inclusive sobre Oficiais”.
Num ambiente de guerra, as polícias das Forças Armadas fazem a segurança de pontos sensíveis na retaguarda, tomando medidas contra golpes de mão nas instalações; prendem agentes inimigos, foragidos e desertores e custodiam os presos, incluindo prisioneiros de guerra; regulam o trânsito de militares e civis entre a frente e a retaguarda, estabelecendo regras de circulação, postos de controle e patrulhas nas estradas, e protegem autoridades civis e militares, entre outras atribuições. A PE pode ser usada como infantaria convencional, mas a doutrina do Exército ressalta que ela não é um elemento de combate, possuindo “limitada ação de choque” e carecendo de proteção blindada, armamentos de tiro curvo e anticarro ou qualquer outra fração de apoio de fogo. Na doutrina da Marinha, a atividade de polícia envolve a logística e proteção da força na “batalha da retaguarda”.

Policiais em equipamento de combate
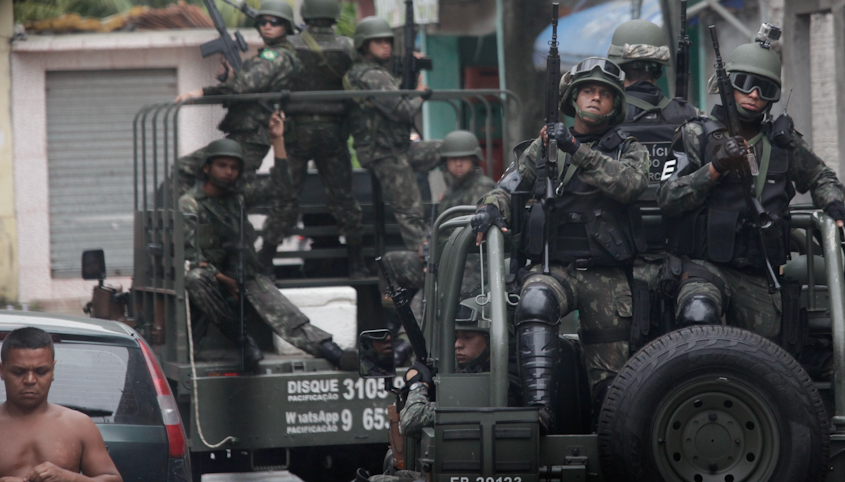
Exército
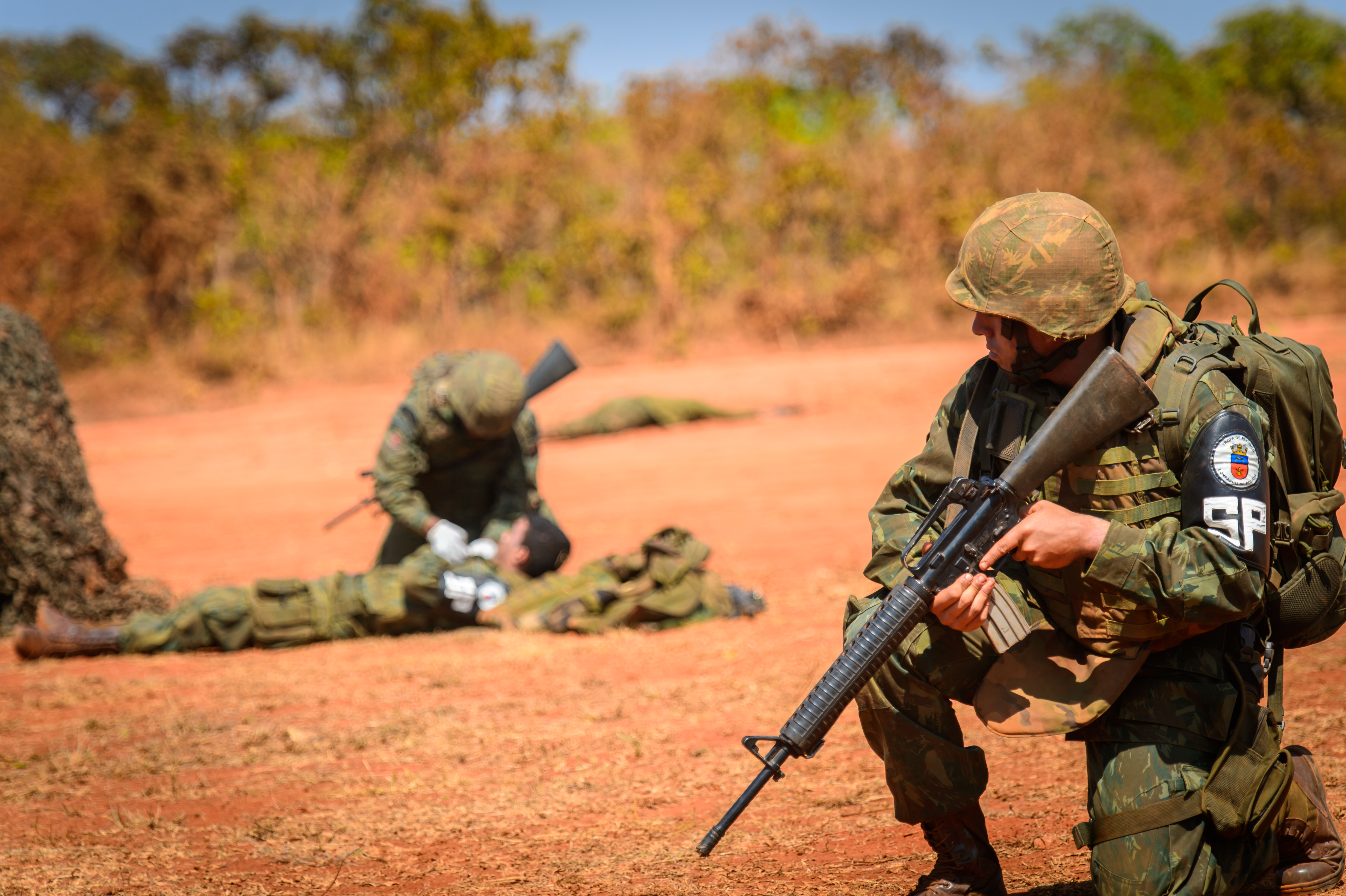
Marinha
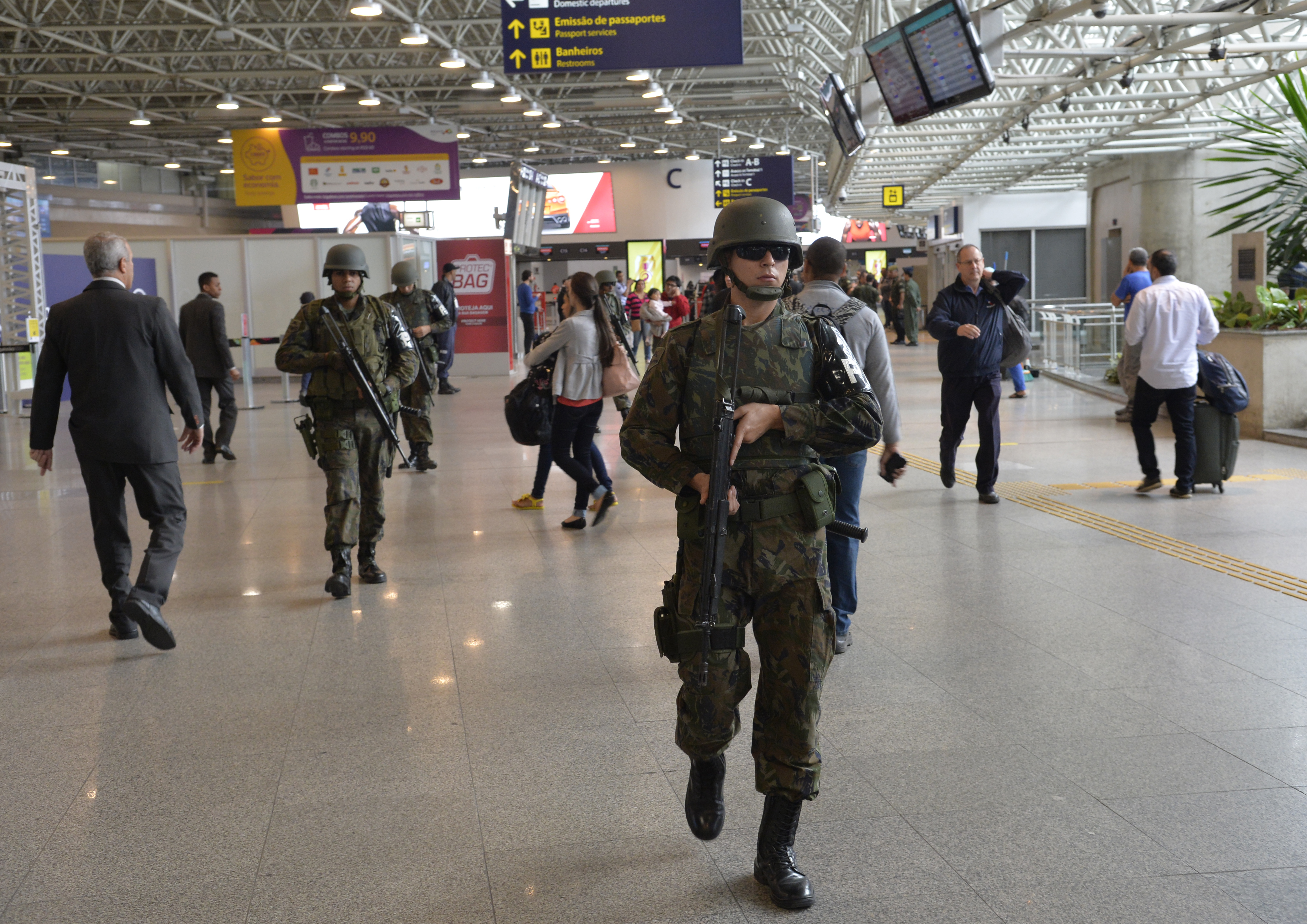
Aeronáutica

Numa situação de não guerra, a atuação é semelhante, ocorrendo em operações de garantia da lei e da ordem (GLO) e diariamente nas patrulhas, segurança e controle de trânsito. Os policiais não se afastam de sua atividade-fim quando empregados em situação de não guerra, ao contrário de outras tropas, que precisam até de abrir mão de seus meios. A PE realiza o policiamento e investigação em “todos os locais onde o pessoal do Exército estiver sediado ou desdobrado em operações”, e a PA atua “para manter a lei e a ordem no interior de instalações militares ou em áreas de interesse da Aeronáutica”. O policiamento ostensivo é realizado pelas polícias das três Forças Armadas, e a PE é visível nas ruas do Setor Militar Urbano, em Brasília, e da Vila Militar no Rio de Janeiro, na qual diariamente baliza vias públicas e opera pontos de checagem de trânsito e inspeções de veículos.
Dentre as organizações militares, as polícias das Forças Armadas são especialmente capacitadas para as operações de GLO, especialmente nas operações de tipo polícia. Missões semelhantes são realizadas como parte das forças de paz. A diferença para com as polícias de Fora das Forças Armadas é a ausência de doutrina para policiamento comunitário e administração de conflitos. A regulação das operações de GLO, como o Decreto n.º 3897, de 24 de agosto de 2001, estimulou o Exército a produzir documentos doutrinários e investir na área, de interesse crescente devido à violência urbana e crime organizado, conflitos relacionados a movimentos sociais e a participação em operações de paz. O Manual de Campanha da PE reconhece nos “terrenos humanizados (urbanos ou rurais)” a presença de “atores agindo em espaços que vão além do campo de batalha” e múltiplas dimensões — física, humana e informacional — do ambiente operacional.
Operar ao redor da população civil exige um pessoal com preparo jurídico e um emprego progressivo e proporcional da força, minimizando os danos colaterais. O 
armamento não letal é fundamental, e pode-se empregar algemas, cassetetes, gás pimenta e cães policiais. Para o controle de distúrbios, como protestos e manifestações políticas, o treinamento é semelhante ao das outras polícias, que podem recorrer às polícias das Forças Armadas como reserva. Nessas operações, empregam-se equipamentos como escudos antitumulto.

Policiais em equipamento de controle de distúrbios
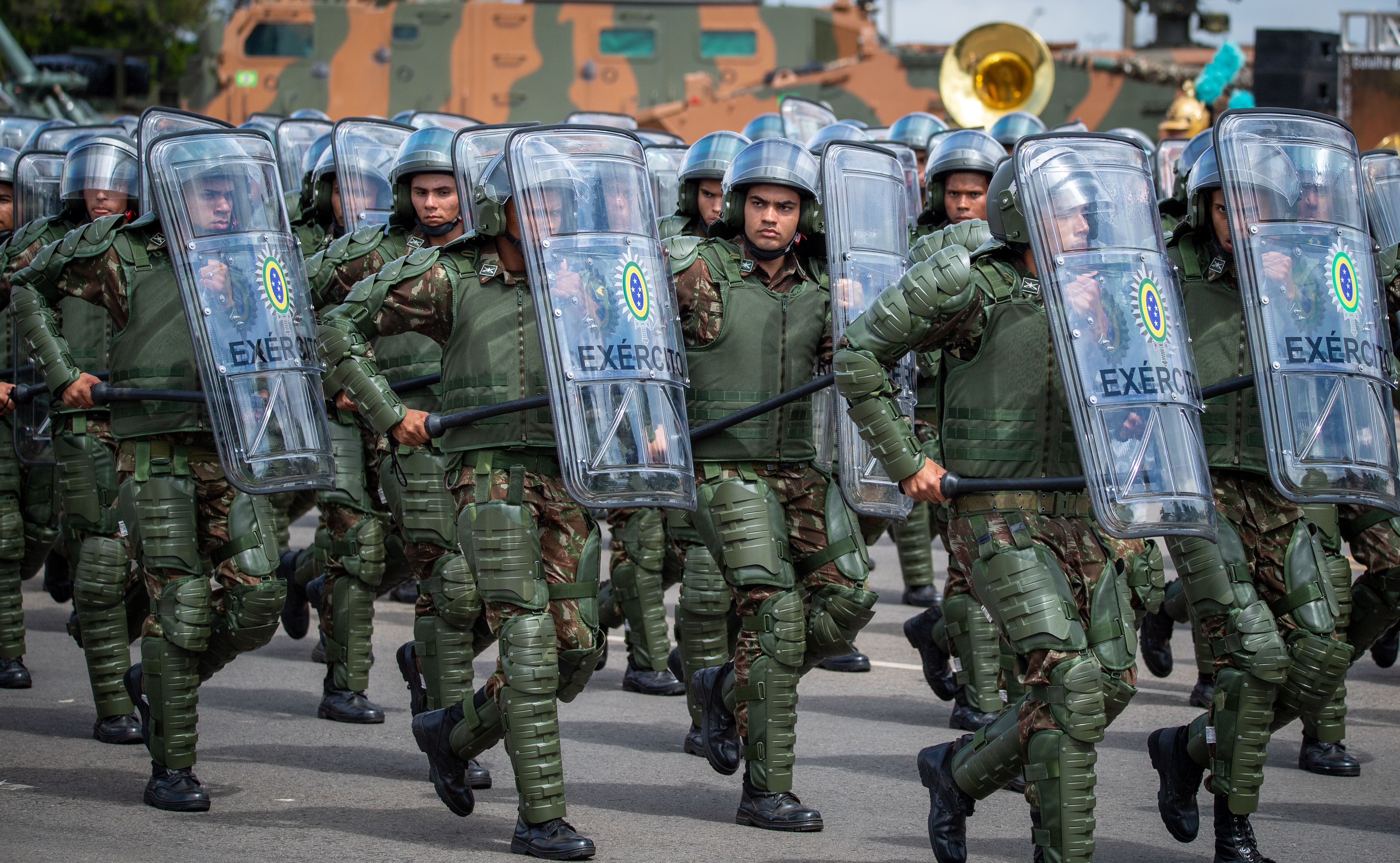
Exército
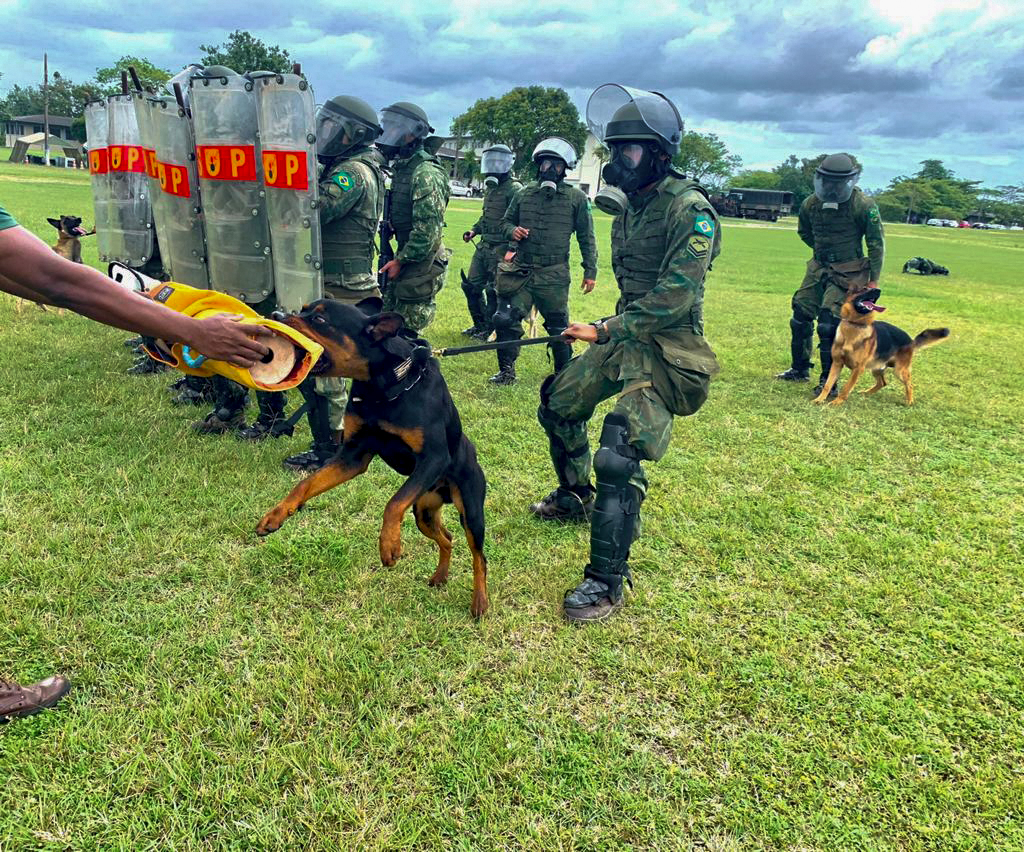
Marinha
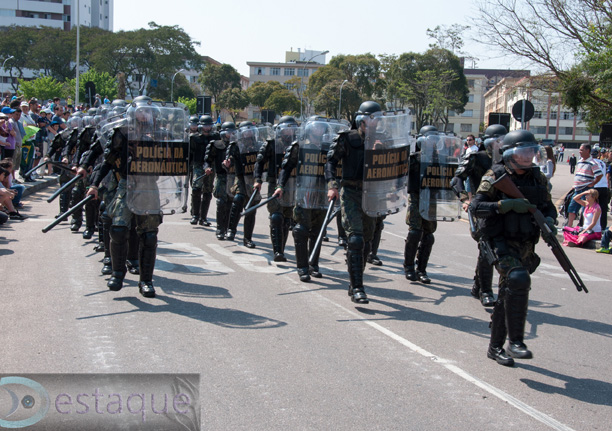
Aeronáutica

Na presença de autoridades, essas organizações militares podem formar guardas de honra; a PA, por exemplo, pode ser chamada ao embarque e desembarque de ministros de estado em aeroportos civis, e a Companhia de Polícia do Batalhão Naval compõe a guarda de honra do Comandante-Geral do Corpo de Fuzileiros Navais. Nas cerimônias, ela pode participar com um pelotão de ordem unida silenciosa e guardas alabardeiros. O Batalhão de Polícia do Exército de Brasília é conhecido por desfilar com sua pirâmide humana de motociclistas. As polícias das três Forças Armadas escoltam autoridades com batedores motociclistas.

Motociclistas batedores das Forças Armadas
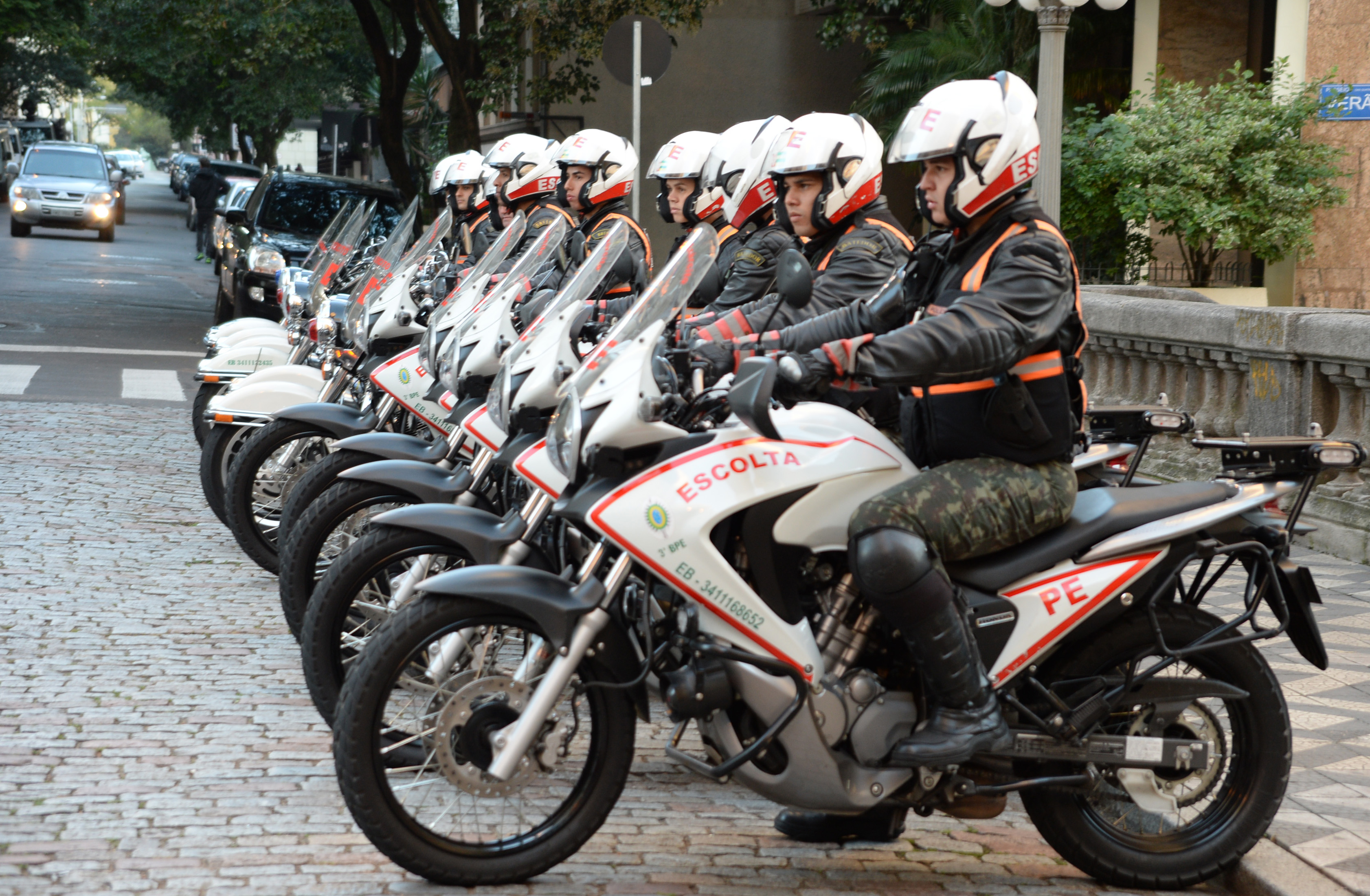
Exército
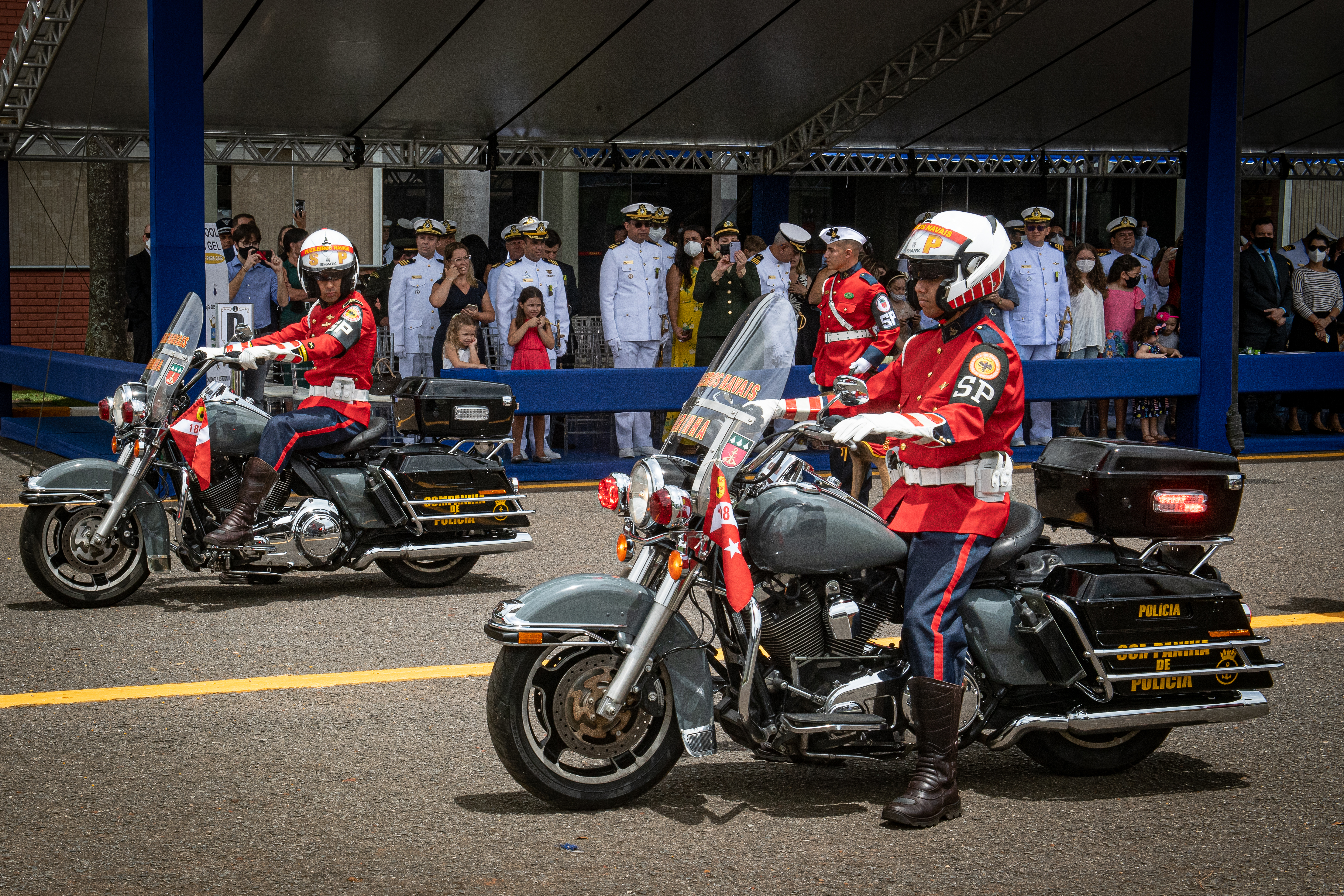
Marinha
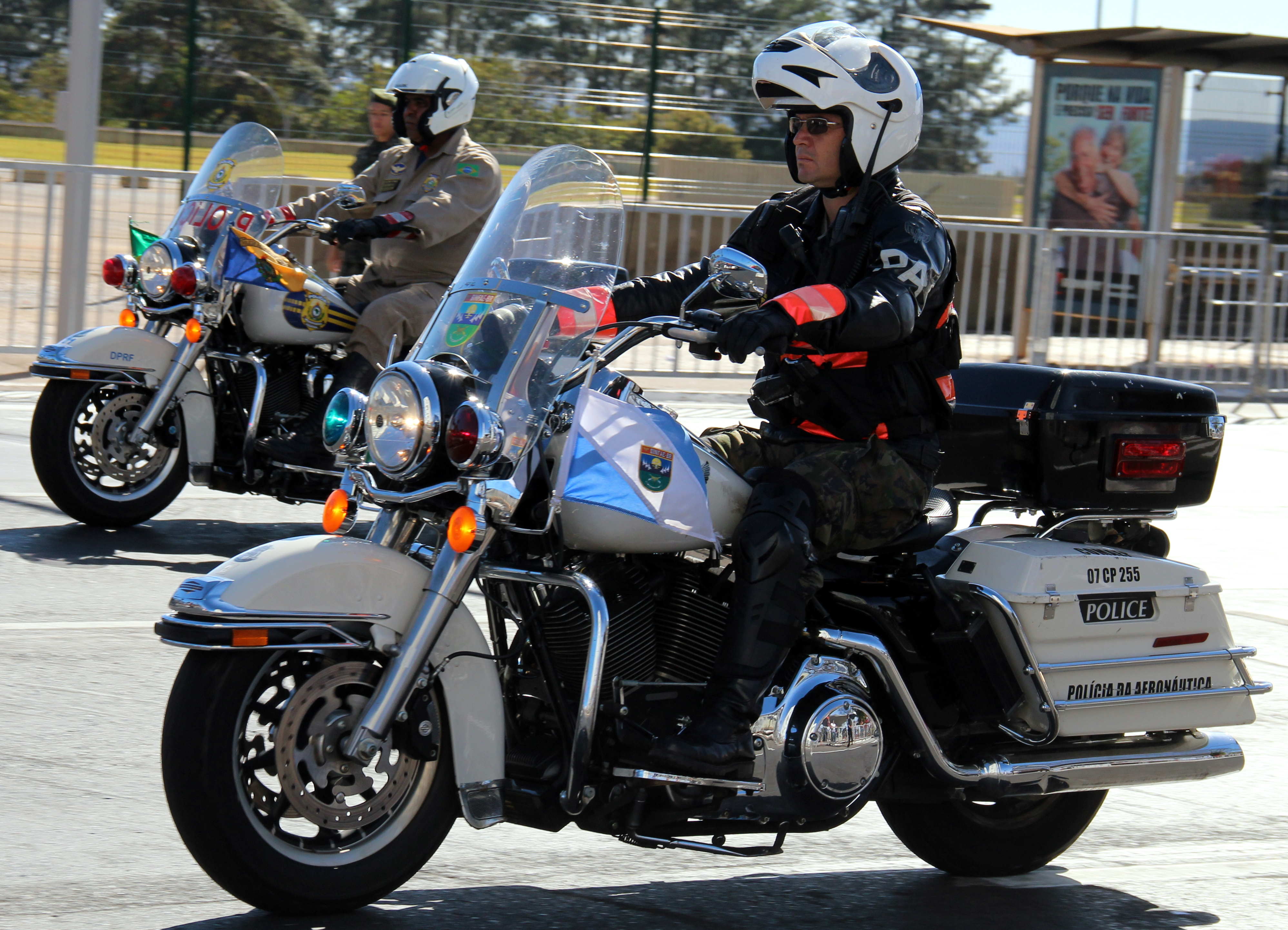
Aeronáutica

## Organização

### Exército

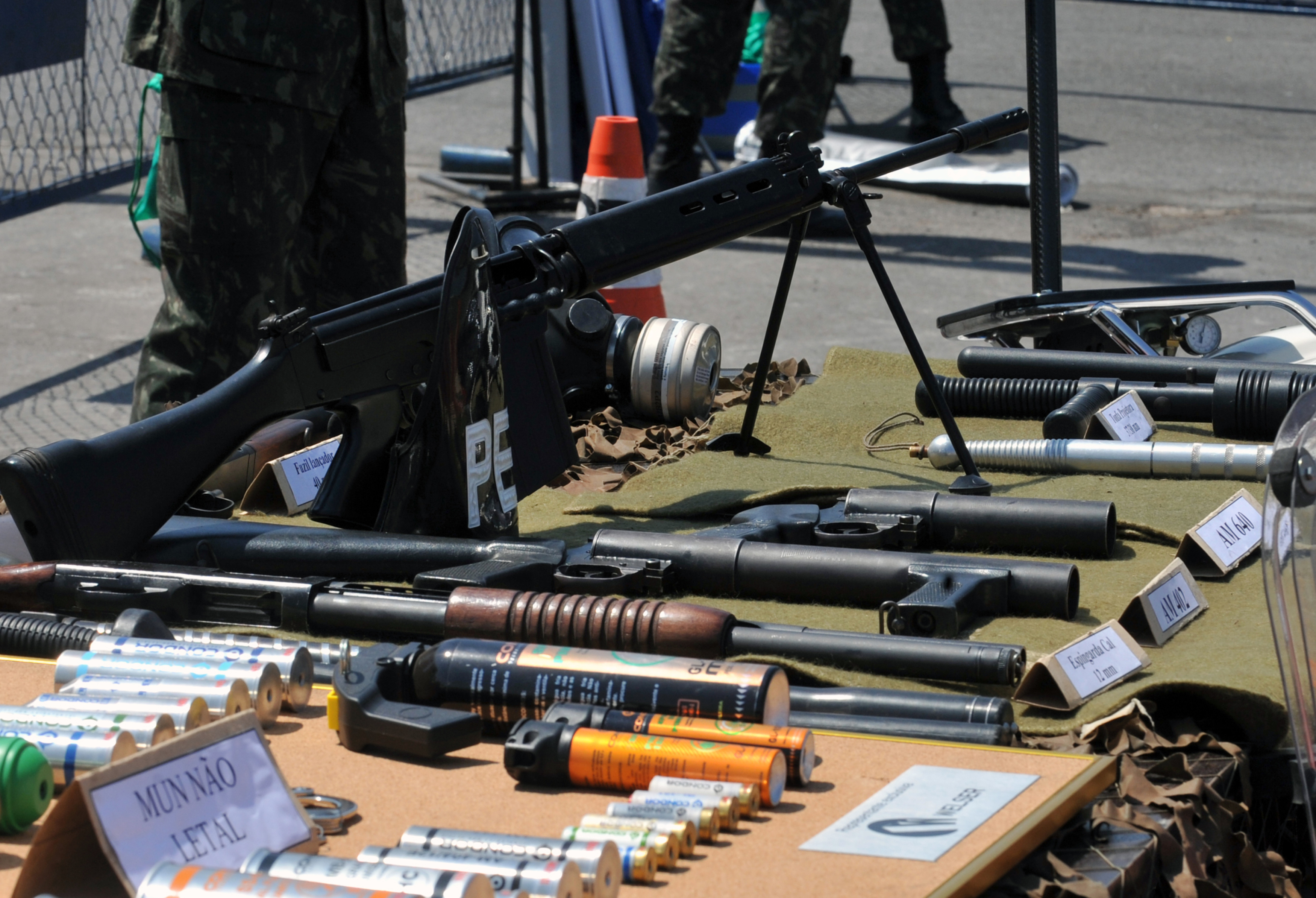
Equipamento da Polícia do Exército

Os acampamentos do Exército Imperial Brasileiro na Guerra do Paraguai tinham um serviço rudimentar de policiamento,  mas a questão da polícia militar foi uma lacuna doutrinária até a entrada do Brasil na Segunda Guerra Mundial, em 1942. A Força Expedicionária Brasileira foi estruturada como uma divisão de infantaria americana, incluindo um pelotão de Military Police, Até então não havia organização equivalente no Exército Brasileiro. Para compor seu efetivo, o Exército selecionou e treinou 73 oficiais da Guarda Civil do Estado de São Paulo, além de militares do 3.º Regimento de Infantaria. Organizado num Grupo de Comando, Seção de Tráfego e Seção de Polícia, o pelotão era subordinado diretamente ao comando da 1.ª Divisão de Infantaria Expedicionária. Ele embarcou em julho de 1944 para a Campanha da Itália, durante a qual foi transformado em março do ano seguinte na Companhia de Polícia Militar.
Após o final da guerra, em 1946 a lei de organização do Exército já previa um Pelotão de Polícia Militar em cada divisão, mas só em 1947 surge a primeira organização desse tipo em tempo de paz, a 1.ª Companhia de Polícia do Exército, no Rio de Janeiro. Por muitos anos os policiais do Exército eram apelidados no Rio de Janeiro de “catarinas”, pois eram recrutados na zona de imigração alemã em Santa Catarina como parte da política de assimilação dos descendentes de imigrantes. Pelo mesmo motivo, recrutas do Rio de Janeiro eram enviados àquela região. Esta política perdurou no Rio de Janeiro até 1967 e em Brasília até 1979. Outro aspecto do recrutamento era a escolha de indivíduos que se sobressaíam pelo porte físico.
Cada escalão de comando deve ter um elemento de PE. A partir de 1957, todas as divisões passaram a contar com uma companhia de PE. As reformas militares dos anos 70 atribuiram um pelotão de PE a cada brigada. Atualmente há a previsão de ao menos um pelotão da PE por brigada, uma companhia por divisão ou Região Militar e um batalhão por Comando Militar de Área. Em resposta ao número crescente de operações de GLO, no início dos anos 2000 o Exército completou batalhões faltantes através da expansão de companhias existentes e transformação de batalhões de guarda e mesmo de infantaria convencional.

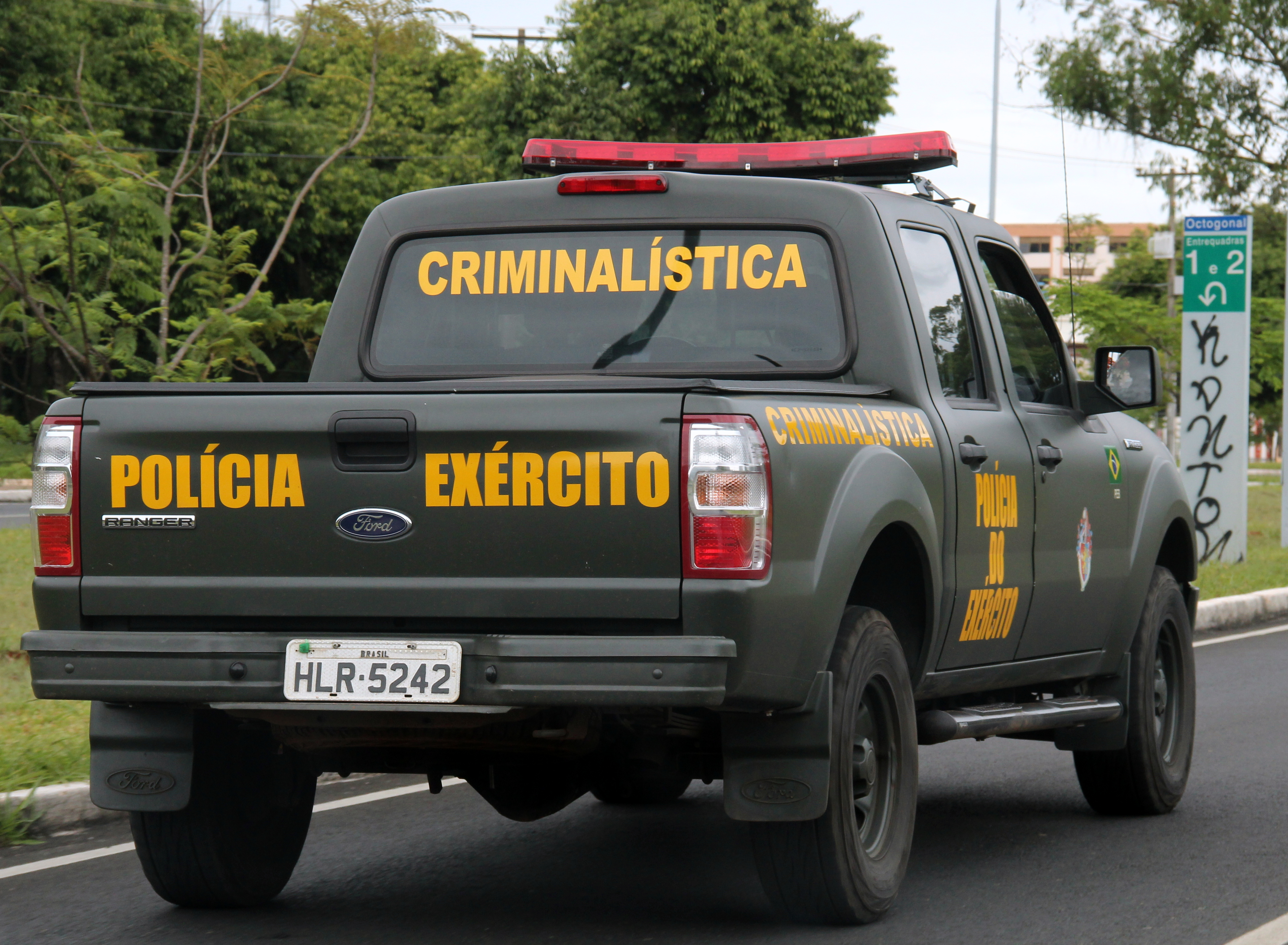
Picape do Batalhão de Polícia do Exército de Brasília

O Batalhão de Polícia do Exército (BPE) é organizado num estado-maior, duas ou três companhias de PE, uma companhia de escolta e guarda e uma companhia de comando e serviços, dentro da qual, além dos componentes usuais, estão um pelotão de investigações criminais, pelotão de segurança e seção de cães de guerra. A companhia de escolta e guarda tem um pelotão de escolta (com motocicletas) e dois pelotões de guardas. Em 2010, estimava-se que a Polícia do Exército empregasse 500 pistolas, 500 revólveres, 400 submetralhadoras e 1 800 fuzis.
A tropa da PE é uma categoria especial da arma da Infantaria, treinada de forma descentralizada em cursos e estágios nas diversas organizações de PE. O manual de campanha “A Infantaria nas Operações”, ao listar as “naturezas da infantaria” (infantaria leve, infantaria motorizada, infantaria mecanizada, etc.) agrupa a PE e a Infantaria de Guarda (a categoria do Batalhão da Guarda Presidencial e organizações congêneres) no mesmo tópico, listando as mesmas possibilidades e limitações para ambas.

### Marinha

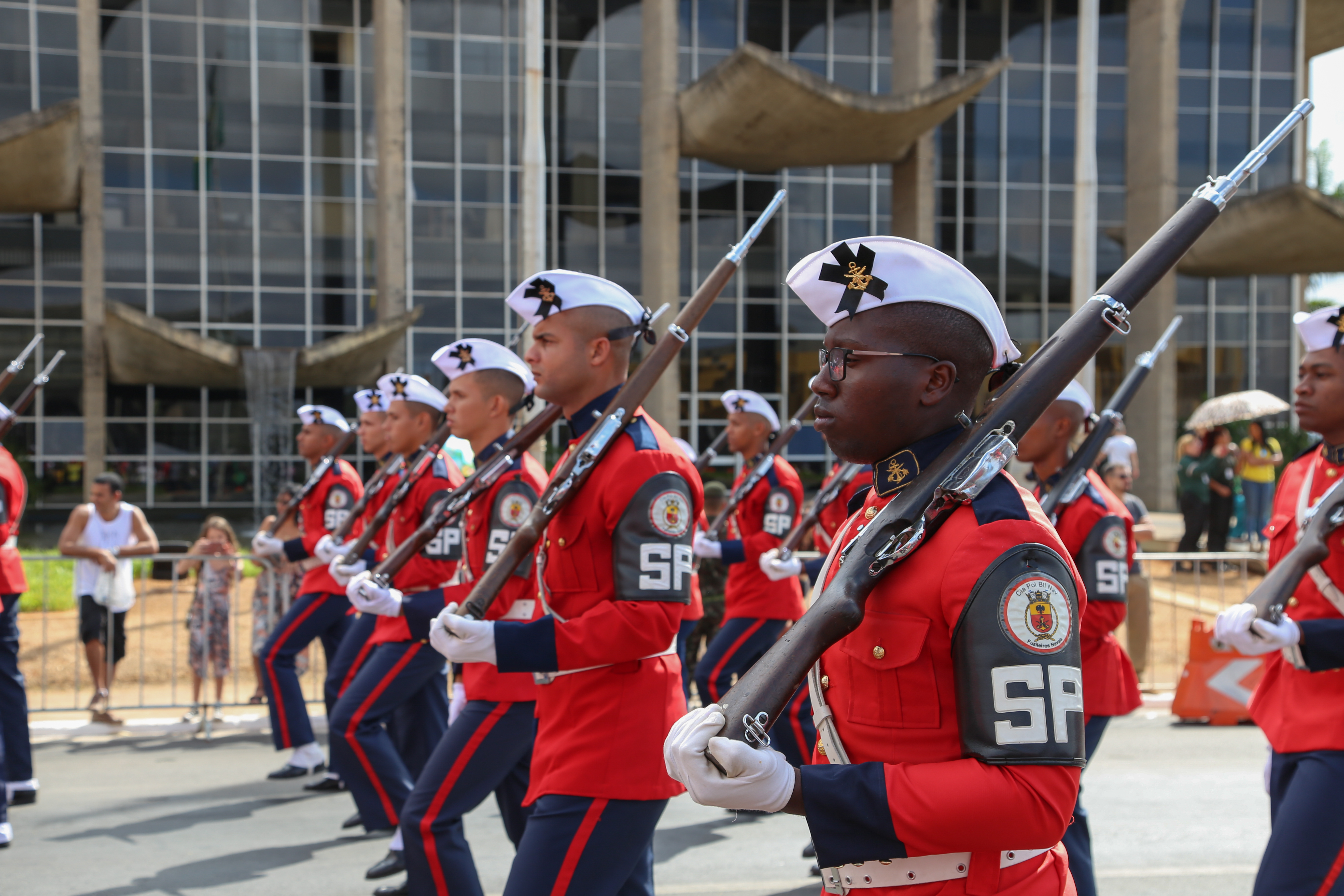
A Companhia de Polícia do Batalhão Naval desfila em Brasília

A polícia militar da Marinha faz parte do Corpo de Fuzileiros Navais e compreende um Batalhão de Polícia de Fuzileiros Navais, subordinado ao Comando de Proteção e Defesa Nuclear, Biológica, Química e Radiológica da Marinha, uma Companhia de Polícia, subordinada ao Comando da Divisão Litorânea, e uma série de Pelotões e Companhias de Polícia integrantes dos Batalhões de Operações Ribeirinhas ou de Operações Litorâneas (antigos Grupamentos de Fuzileiros Navais), em cidades como o Rio de Janeiro, Salvador, Brasília, Natal e Manaus.
O Batalhão de Polícia de Fuzileiros Navais tem sua origem no Núcleo da Companhia de Sapadores Pontoneiros (Companhia SP) e no seu Pelotão de Polícia Motorizada, criados em 1948. Desde sua criação, ele é sediado na Fortaleza de São José da Ilha das Cobras, no Rio de Janeiro. A Companhia SP tornou-se Companhia de Polícia em 1956 e em 2000, ativada como organização independente, a Companhia de Polícia do Batalhão Naval. Em 2013 ela compreendia um comandante, imediato, secretaria, Seções de Instrução e Adestramento e de Logística, três Pelotões de Polícia e um Pelotão de Motociclistas. Um Pelotão de Ordem Unida Silenciosa pode ser constituído temporariamente. Em 2025 ela foi expandida a batalhão, assumindo a denominação atual.
A Companhia de Polícia da Divisão Litorânea, por sua vez, foi ativada em 1995 e está sediada na Base de Fuzileiros Navais da Ilha das Flores, em São Gonçalo. Em 2020, ela só tinha dois Pelotões de Polícia. O Comando da Divisão Litorânea (antiga Tropa de Reforço), ao qual a Companhia está subordinada, fornece o apoio de combate e logístico aos Grupamentos Operativos de Fuzileiros Navais da Força de Fuzileiros da Esquadra.

### Força Aérea

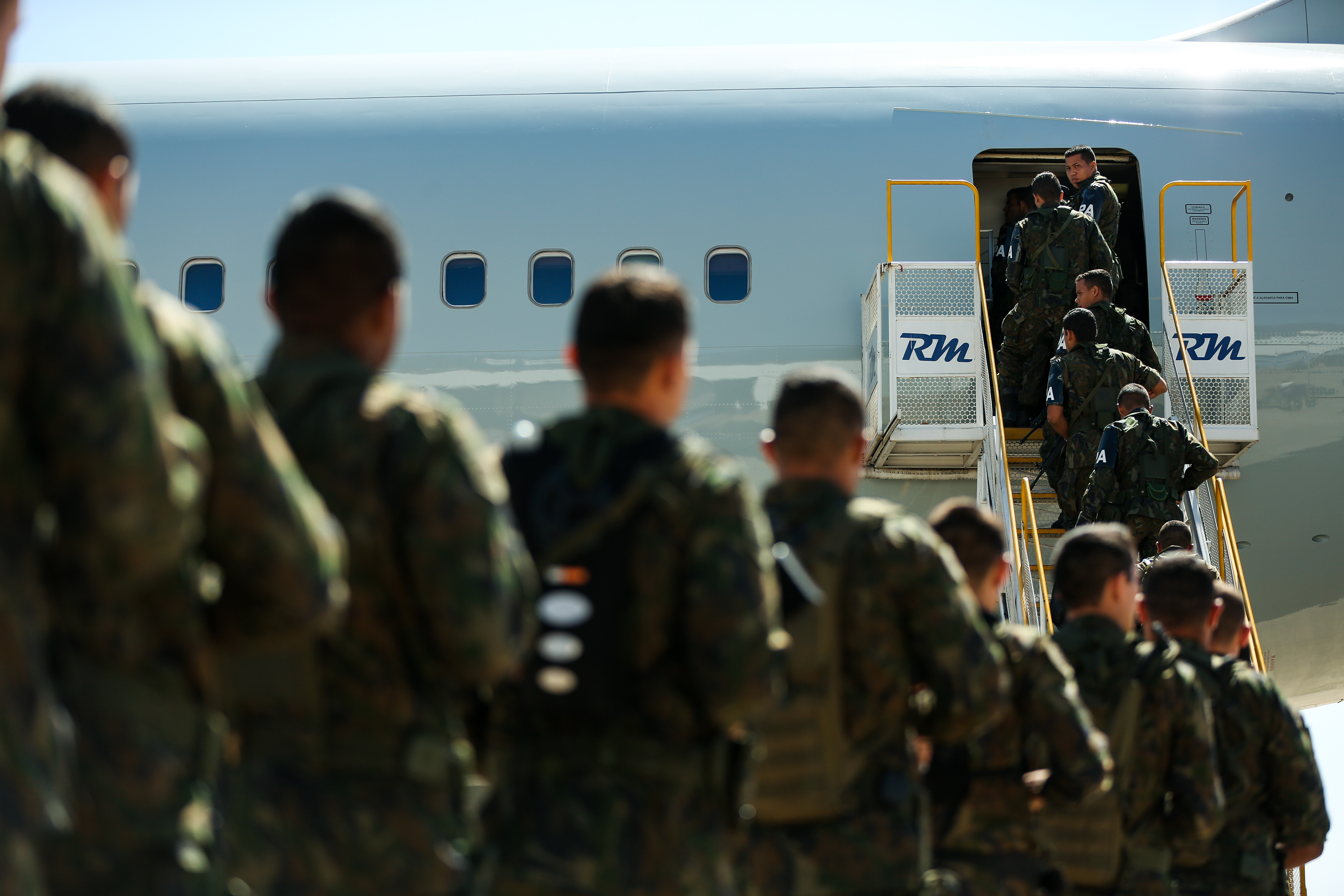
Transporte aéreo de policiais da Aeronáutica

A história da PA começa em 1946, quando o quartel general de cada Comando de Zona Aérea recebeu uma unidade da então Polícia Militar, ou Polícia Militar da Aeronáutica, integrante da Infantaria da Aeronáutica. Companhias de Polícia da Aeronáutica foram criadas nas bases aéreas na década seguinte, em 1964 um Esquadrão de Polícia da Aeronáutica reuniu os efetivos da 3.ª e 6.ª Zonas Aéreas, e em 1983, os quartéis generais dos Comandos Aéreos Regionais receberam Batalhões de Polícia da Aeronáutica (BPA). Ao mesmo tempo, outros efetivos da PA foram absorvidos pelos Batalhões de Guarda e Segurança (BGS), que unificavam diversos serviços da Infantaria. No ano seguinte, os BPA e BGS foram substituídos pelos Batalhões de Infantaria da Aeronáutica (BINFA), posteriormente Batalhões de Infantaria da Aeronáutica Especiais (BINFAE), dentro dos quais havia Companhias de Polícia da Aeronáutica (CPA). Ao contrário das companhias independentes da PE, as CPAs eram apenas subunidades dos BINFAE.
A reorganização da FAB em 2016–2021 substituiu os BINFAE por Grupos de Segurança e Defesa (GSD). O atual equivalente da CPA é a Esquadrilha de Polícia da Aeronáutica (EaPA), subordinada ao GSD. Um EaPA é composto do comandante, Seção de Comando, três a quatro Elementos de Polícia da Aeronáutica (ElPA) e, dependendo do caso, elementos, seções ou equipes de Perícia Criminal, Carceragem, Motociclistas, Cães de Guerra e Polícia Montada.

## Histórico operacional

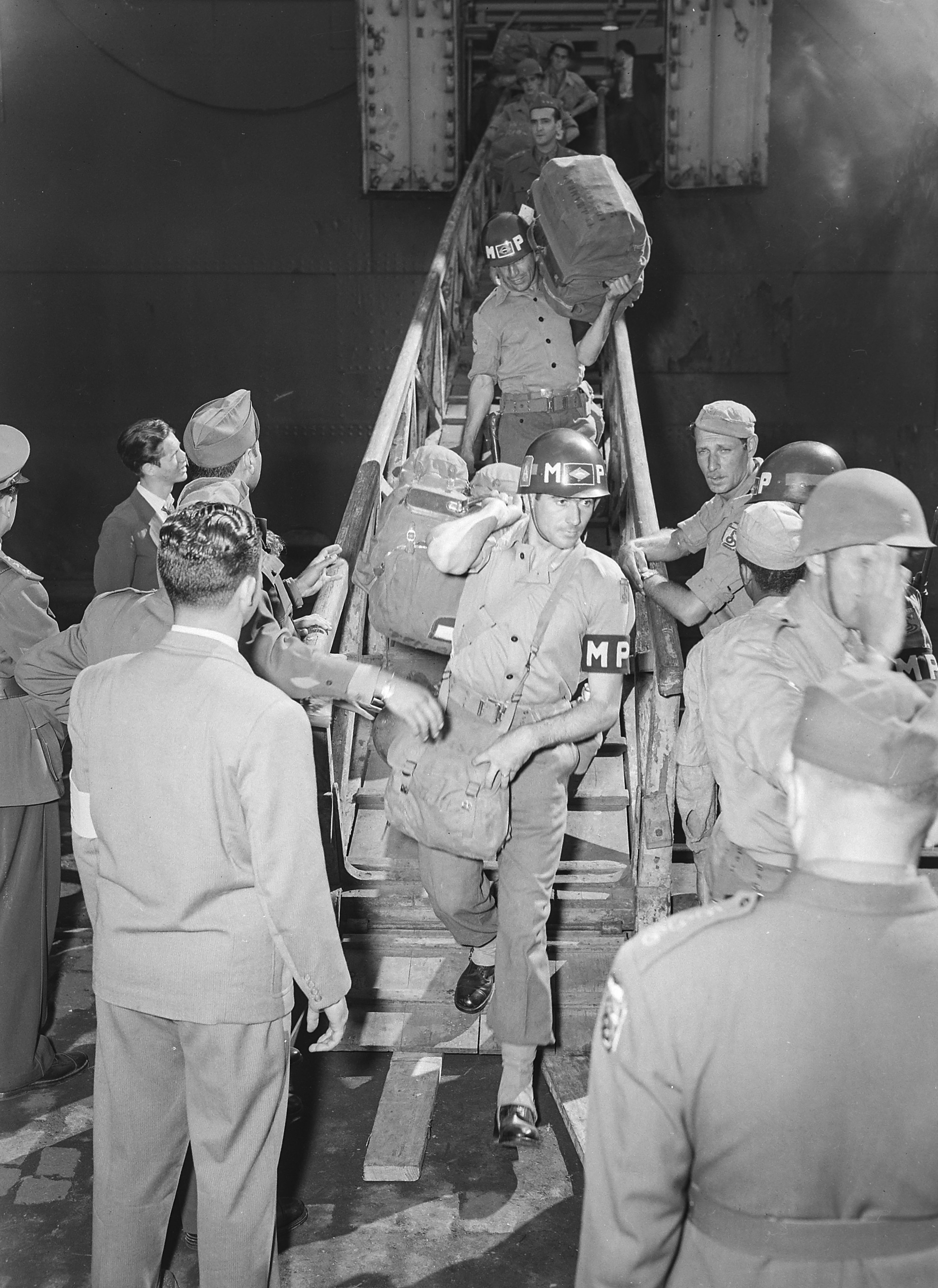
Desembarque da Polícia Militar da Força Expedicionária Brasileira no retorno ao Brasil

A Polícia Militar da Força Expedicionária Brasileira teve duas baixas em campanha, nenhuma das quais foi em combate. No final da campanha ela custodiou os prisioneiros de guerra da 148.ª Divisão de Infantaria do Exército Alemão e outros inimigos rendidos.
No Rio de Janeiro, um destacamento da PE esteve na Praça Quinze de Novembro na manhã de 22 de novembro de 1955, no Movimento de 11 de Novembro, enquanto era votado o impedimento do presidente Café Filho. Nos antecedentes do golpe de Estado de 1964, a PE forneceu segurança ao Comício da Central e cercou o Sindicato dos Metalúrgicos durante a Revolta dos Marinheiros. A Companhia de Polícia dos fuzileiros navais teve uma participação direta na revolta: quando chamada para reprimir os marinheiros amotinados no sindicato, 26 soldados abandonaram as armas e se juntaram à rebelião, frustrando a ofensiva das autoridades da Marinha. Durante o golpe, a PE foi uma das últimas forças leais ao presidente João Goulart no Rio de Janeiro.

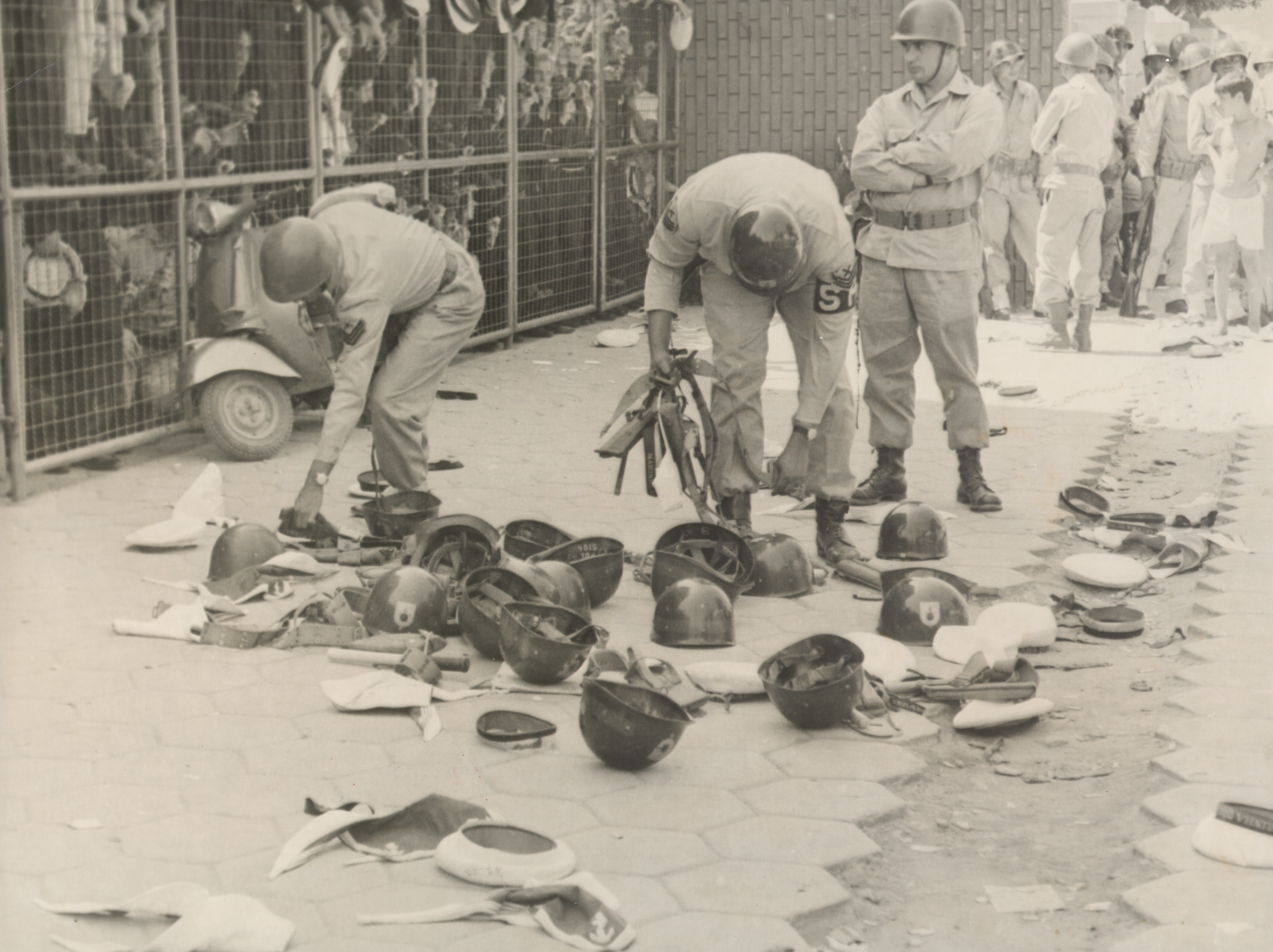
Soldados da Companhia de Polícia dos fuzileiros navais aderem à Revolta dos Marinheiros de 1964

A ditadura militar integrou os aparelhos policiais das três Forças Armadas (notavelmente os Pelotões de Investigação Criminal da PE) ao sistema de repressão política. Quando julgavam necessário, os Centros de Operações de Defesa Interna (CODI) reuniam as chefias das forças militares e de segurança de sua área, incluindo a PE e PA. O DOI-CODI carioca operou no quartel do 1.º Batalhão da PE, e a 2.ª Companhia, em São Paulo, realizava investigações e diligências relativas à repressão à luta armada. Segundo o jornalista Marco Antônio Tavares Coelho, preso no DOI de São Paulo nos anos 1970, a guarda do local era feita simultaneamente pela PE e a Polícia Militar do Estado de São Paulo, de forma a “estabelecer o controle mútuo das duas guarnições militares” e “contrabalançar a inexperiência dos “catarinas” [recrutas da Polícia do Exército] com o profissionalismo da PM de São Paulo”.
As polícias já foram empregadas diversas vezes durante greves. Aviões com agentes armados da PA desembarcaram em São José dos Campos para dispersar funcionários manifestantes da Embraer em 1984. Em 1986 a PE ocupou as estações ferroviárias de Barra Mansa e Volta Redonda, e no ano seguinte a Estação Pedro II, no Rio de Janeiro. Na greve dos marítimos de 1987, a polícia dos fuzileiros navais participou da ocupação dos portos. Oito soldados da PA foram feridos no Aeroporto de Guarulhos em 1994, quando a PA atirou jatos de água contra aeroportuários da Infraero e aeroviários da Jet Cargo. A PA esteve na porta de acesso à sala de controle do Cindacta 1 quando seus controladores de voo entraram em greve em 2007.

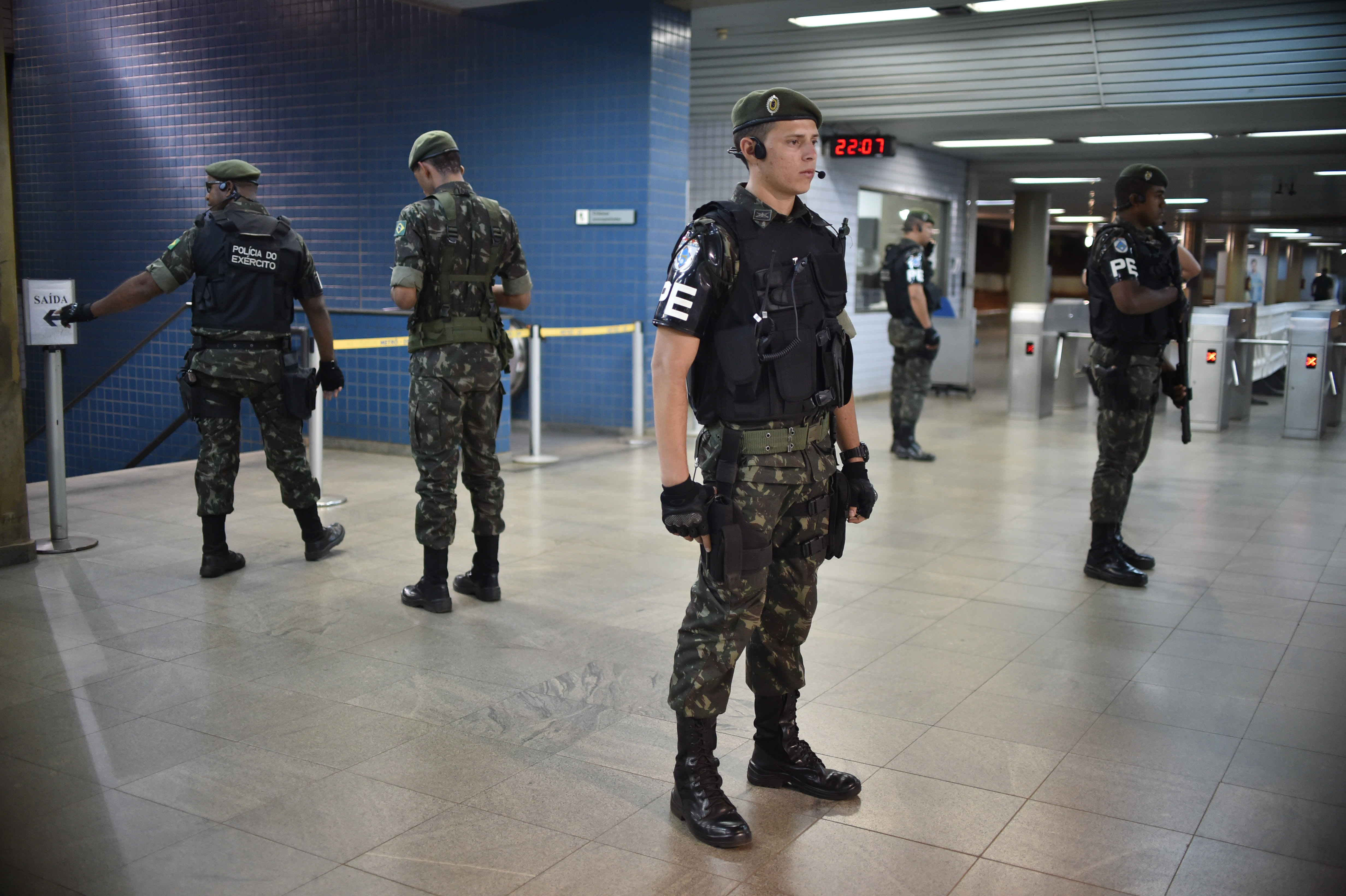
Simulação antiterrorista da PE em preparação para a segurança das Olimpíadas de 2016

As polícias das Forças Armadas são empregadas em diversos momentos na segurança pública, como na Copa do Mundo de 2014 e na intervenção federal no Rio de Janeiro em 2018, na qual a PE participou de patrulhamentos de alta visibilidade nas ruas. O Batalhão Brasileiro da Missão das Nações Unidas para a estabilização no Haiti (MINUSTAH) incluiu um pelotão de PE, e as regras de engajamento e técnicas, táticas e procedimentos nessa missão foram semelhantes às usadas contra o crime organizado no Rio de Janeiro, apesar da grande distinção no arcabouço jurídico. Uma publicação da Força Aérea associou a “expertise adquirida [pela PA] nas missões de paz do Haiti” ao “convite para participar das ações de GLO” no Brasil. A Companhia de Polícia da Divisão Litorânea, além de adestrar contingentes para a MINUSTAH e a Força Interina das Nações Unidas no Líbano (UNIFIL), participou diretamente das missões e operou nos locais de atracação dos navios de transporte brasileiros.